# November 5.
November 5. az év 309. (szökőévben 310.) napja a Gergely-naptár szerint. Az évből még 56 nap van hátra.
Névnapok: Imre + Avarka, Bertolda, Filotea, Tétény, Töhötöm, Zakariás

## Események
- 1605 – Lőporos összeesküvés: elbukott merénylet I. Jakab angol király ellen.
- 1840 – Az afgán csapatok vereségével véget ér az 1838. október 1-je óta tartó első angol-afgán háború, amelyet Anglia a növekvő orosz befolyás meggátlásáért folytatott.
- 1846 – Bemutatják Robert Schumann 2. szimfóniáját(wd) a lipcsei Gewandhaus-ban,  Mendelssohn vezényletével.  .
- 1888 –  A svéd fizikus,  Johannes Rydberg közzé teszi a róla elnevezett Rydberg-formulát.
- 1895 – Kölnben bemutatják Richard Strauss „Till Eulenspiegel” c. művét.
- 1914 – Nagy-Britannia annektálja Ciprust.
- 1914 – Az Orosz Birodalom, Nagy-Britannia és Franciaország hadat üzen az  Oszmán Birodalomnak.
- 1916 – A Német Birodalom és az Osztrák–Magyar Monarchia létrehozzák a független Lengyel Királyságot, miután elfoglalták Lengyelországnak az  Orosz Birodalom fennhatósága alatt álló területeit.
- 1921 – A Rongyos Gárda Horthy Miklós követelésére feladja Burgenlandot és véget ér a nyugat-magyarországi felkelés első szakasza, a de facto Lajtabánság megszűnik.
- 1925 – A magyar országgyűlés elfogadja az 1925. évi XLV. törvénycikket Széchenyi István gróf, a legnagyobb magyar emlékének törvénybe iktatásáról. Széchenyi e naptól fogva lesz hivatalosan „a legnagyobb magyar”.
- 1930 – Sinclair Lewis, első amerikai íróként, Irodalmi Nobel-díjat kap.
- 1933 – Spanyol vétó a baszk önrendelkezésre.
- 1937 – Adolf Hitler a Wehrmacht főparancsnokai, a külügyminiszter és a hadügyminiszter előtt ismerteti a német területi kérdések megoldásának tervét, az ún. Hossbach-protokollt.
- 1940 – Franklin Delano Rooseveltet harmadszor is az Amerikai Egyesült Államok elnökévé választják.
- 1945 – Kolumbia az ENSZ tagja lesz.
- 1955 – Megnyitják a Bécsi Állami Operaházat.
- 1963 – Kanadai régészek Új-Fundlandnál megtalálják egy viking település maradványait.
- 1965 – A Decca Records kiadja a Who zenekar My Generation c. számát.
- 1966 – Átadják a forgalomnak Budapest második aluljáróját a Blaha Lujza téren.
- 1968 – Richard Nixon győzelme az amerikai elnökválasztáson.
- 1978 - Népszavazás Ausztriában a Zwentendorfi atomerőmű használatba vételéről.
- 1983 – A budapesti Szépművészeti Múzeumból hét nagy értékű festményt loptak el, közöttük Raffaello Eszterházy Madonna c. alkotását.
- 1984 – Budapesten átadják a forgalomnak a kiszélesített Árpád hidat és a metró Élmunkás tér – Árpád híd közötti új szakaszát.
- 1992 – Kihirdetik a Regionális vagy kisebbségi nyelvek európai kartáját, melyet Magyarország a kihirdetésekor aláír.

.

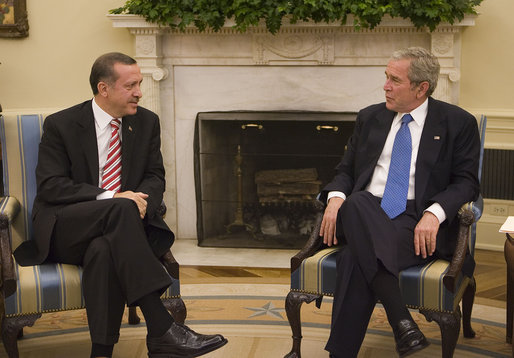
T. Erdogan és G. W. Bush tárgyalása (2007)

- 1994 – Ronald Reagan, az Egyesült Államok volt elnöke bejelenti, hogy Alzheimer-kórban szenved.
- 1996 – Borisz Jelcin orosz elnökön szívműtétet hajtanak végre Moszkvában.
- 1996 – Bill Clinton fölényes győzelme Bob Dole felett az amerikai elnökválasztáson.
- 1998 – Kárpátalján a rendkívüli esőzések következtében medrükből kilépő folyók 400 ezer ember lakóhelyét öntik el. A Tiszán levonuló árhullám Magyarországon is súlyos helyzetet teremt.
- 2000 – Megérkezik a Nemzetközi Űrállomásra az első állandó legénység (1 amerikai és 2 orosz űrhajós).
- 2007 – Tayyip Erdogan török kormányfő Washingtonban tárgyal George W. Bush amerikai elnökkel a kurd kérdésről. Az amerikai elnök kijelenti, hogy „a Kurdisztáni Munkáspárt terrorista szervezet, Törökország, Irak és az Egyesült Államok ellensége”.

## Sportesemények
Formula–1
- 1989 –  ausztrál nagydíj, Adelaide - Győztes: Thierry Boutsen (Williams Renault)

## Születések
- 1613 – Isaac de Benserade francia költő († 1691)
- 1615 – Ibrahim, az Oszmán Birodalom 19. szultánja († 1648)
- 1756 – Berta György magyar akadémiai tanár († 1820)
- 1765 – Hanusfalvi Petrich András császári és királyi altábornagy, katonai térképész, festőművész († 1842)
- 1799 – Barra Imre magyar orvos († 1854)
- 1804 – Csatskó Imre magyar bölcsész, ügyvéd, a magyar királyi kúria legfőbb ítélőszéki osztályának bírája, az MTA levelező tagja († 1874)
- 1827 – Számwald Gyula magyar származású amerikai altábornagy († 1912)
- 1827 – Nyikolaj Alekszejevics Szevercov, orosz kutató és természettudós († 1885)
- 1852 – František Musil a brnói orgonaiskola zeneszerzője és zenetanára  († 1908)
- 1855 – Léon Teisserenc de Bort francia meteorológus, a sztratoszféra felfedezője († 1913)
- 1885 – Gellért Lajos magyar színész, író, érdemes művész  († 1963)
- 1895 – Walter Gieseking francia zongoraművész, karmester († 1956)
- 1899 – Radó Sándor (Dóra) magyar geográfus, térképész, egyetemi tanár , az MTA tagja, a földrajztudományok doktora, sztálini szovjet hírszerző († 1981)
- 1905 – Louis Rosier francia autóversenyző († 1956)
- 1906 – Kabos Endre magyar olimpiai bajnok vívó († 1944)
- 1908 – Sulyok Mária Kossuth-díjas magyar színésznő, kiváló művész  († 1987)
- 1909 – Bruno Sojka cseh autóversenyző († 1951)
- 1913 – Vivien Leigh (er. Vivian Mary Hartley) Oscar-díjas brit színésznő († 1967)
- 1917 – Jacqueline Auriol francia sportrepülőnő († 2000)
- 1918 – Johannes Schauer osztrák színész, filmszínész († 1992)
- 1921
  - Cziffra György (zongoraművész) magyar zongoraművész († 1994)
  - Kurt Adolff német autóversenyző († 2012)
- 1922 – Vándor Kálmán magyar újságíró, dalszövegíró († 2016)
- 1929 – Kékesi László Ybl Miklós-díjas magyar építész († 1988)
- 1930 – Richard Davalos amerikai színész († 2016)
- 1931 – Ike Turner amerikai zenész († 2007)
- 1932 – Vitray Tamás Kossuth-díjas magyar újságíró, tévériporter, az MTV örökös tagja, kiváló művész
- 1936 – Uwe Seeler német labdarúgó († 2022)
- 1937 – Csete György Kossuth-díjas magyar építész, a nemzet művésze († 2016)
- 1939 – Jan Nowicki lengyel színész († 2022)
- 1940 – Elke Sommer (er. Elke Schletz) német színésznő, énekesnő, filmrendező, festő
- 1941 – Arthur „Art” Garfunkel amerikai énekes, zenész, zeneszerző („Simon and Garfunkel”)
- 1943 – Sam Shepard amerikai színész, forgatókönyvíró († 2017)
- 1949
  - Kántor Péter József Attila-díjas magyar költő, műfordító († 2021)
  - Armin Shimerman amerikai színész
- 1952 – Oleh Volodimirovics Blohin, szovjet labdarúgó, ukrán sportvezető
- 1956 – Nagy Katalin magyar zenész, billentyűs, szaxofonos, gitáros, zeneszerző, a Kati és a Kerek Perec együttes énekesnője  († 2010)
- 1959 – Bryan Adams kanadai rocker
- 1960 – Tilda Swinton angol színésznő
- 1963 – Tatum O’Neal amerikai színésznő
- 1968 – Sam Rockwell Oscar-díjas amerikai színész
- 1970
  - Ördög Tibor magyar  rockzenész, a Hooligans együttes énekese
  - Elek Gábor magyar kézilabdaedző, a Ferencváros vezetőedzője
- 1971 – Corin Nemec amerikai színész
- 1973 – Gillányi Zsolt kenus
- 1975 – Németh Kristóf magyar színész
- 1980 – Raj Ráchel magyar cukrász, tortatervező
- 1988 – Oladapo Olufemi nigériai labdarúgó
- 1992 – Herman Flóra magyar színésznő

## Halálozások
- 1011 – II. Mathilda quedlinburgi apátnő, I. Ottó lánya, II. Ottó nővére, III. Ottó nagynénje, akinek itáliai távollétekor ő kormányozta a Német Királyságot (* 949).
- 1370 – III. Kázmér lengyel király, I. Lajos magyar király anyai nagybátyja (* 1310)
- 1515 – Mariotto Albertinelli firenzei reneszánsz festő, Raffaello követője (* 1474)
- 1563 – Iacob Heraclides Moldva fejedelme volt (* 1511)
- 1680 – Baróti Miklós magyar  Ferences rendi szerzetes (* 1680)
- 1791 – Giuseppe Bardarini magyar jezsuita szerzetes, tanár (* 1708)
- 1807 – Angelika Kauffmann svájci-osztrák klasszicista festőnő (* 1741)
- 1818 – Heinrich Füger német festő (* 1751)
- 1828 – Württembergi Mária, I. Pál orosz cár második felesége (* 1759)
- 1829 – Artner Teréz magyar költőnő (* 1772)
- 1836 – Karel Hynek Mácha cseh költő (* 1810)
- 1853 – Garay János magyar költő, szerkesztő, az MTA tagja (* 1812)
- 1861 – Hertelendy Károly zalai alispán (* 1784)
- 1870 – Petőfi Zoltán  magyar színész, Petőfi Sándor és Szendrey Júlia fia.  (* 1848)
- 1872 – Adolf Ellissen német irodalomtörténetíró (* 1815)
- 1879 – James Clerk Maxwell skót fizikus (* 1831)
- 1884 – Horváth Cirill József filozófus, író (* 1804)
- 1915 – Újházi Ede magyar színész, jellemkomikus, a realista színjátszás egyik úttörője (* 1841)
- 1934 – Walther von Dyck német matematikus (* 1856)
- 1944
  - Alexis Carrel francia sebész, fiziológus, orvosi Nobel-díjas (* 1873)
  - Forster György magyar jogász, földbirtokos, országgyűlési képviselő (* 1891)
- 1952 – Joe James (Joseph James) amerikai autóversenyző (* 1925)
- 1954 – Stig Dagerman svéd novellista, drámaíró (* 1923)
- 1955 – Maurice Utrillo francia festőművész (* 1883)
- 1956 – Art Tatum amerikai dzsessz-zongorista és zeneszerző (* 1909)
- 1971 – Upor Péter magyar Jászai Mari-díjas magyar színész (* 1934)
- 1973 – Réti József (sz. Redl) Liszt Ferenc-díjas magyar operaénekes (* 1925)
- 1977
  - Alekszej Sztahanov szovjet bányász, a sztahanovista mozgalom névadója (* 1906)
  - René Goscinny francia humorista, képregényíró („Astérix”) (* 1926)
- 1978 – Denis O’Dea ír színész (* 1905)
- 1982
  - Edward Carr angol történész, diplomata (* 1892)
  - Jacques Tati orosz származású francia filmrendező, színész (* 1907)
- 1984 – Pápay Klára magyar színésznő, író, műfordító (* 1900)
- 1986 – Adolf Brudes (Adolf Brudes von Breslau) német autóversenyző (* 1899)
- 1989 – Vladimir Horowitz ukrán származású amerikai zongoraművész (* 1903)
- 1991 – Robert Maxwell angol sajtómágnás, a „Magyar Hírlap” és az „Esti Hírlap” többségi tulajdonosa (* 1923)
- 1992 – Élő Árpád magyar fizikus, matematikus, csillagász, sakkozó, a róla elnevezett „Élő-pontszám” kidolgozója (* 1903)
- 2001 – Gholam-Reza Azhari iráni katonai vezető, miniszterelnök (* 1912)
- 2003 – František Velecký szlovák színész (* 1934)
- 2005 – John Fowles angol író (* 1926)
- 2006
  - Oscar Gonzalez uruguay-i autóversenyző (* 1923)
  - Széplaky Endre magyar színész (* 1927)
- 2010 – Nagy Katalin magyar zenész, billentyűs, szaxofonos, gitáros, zeneszerző, a Kati és a Kerek Perec együttes énekesnője (* 1956)
- 2011 – Németh László magyar színész (* 1945)
- 2017 – Balla Demeter Kossuth-díjas magyar fotográfus, a nemzet művésze (* 1931)
- 2020 – Szőcs Géza Kossuth-díjas magyar költő, politikus (* 1953)

## Nemzeti ünnepek, emléknapok, világnapok
→Sablonvita:Ünnepek/11-05:
- Szent Imre herceg ünnepe a katolikus egyházban[1]
- Erzsébet, Keresztelő Szent János anyja emléknapja a katolikus egyházban[2]
- Európai kereskedelmi nap.
- Guy Fawkes-nap Nagy-Britanniában az 1605-ös lőpor-összeesküvés meghiúsulásának emlékére[3]